# Ашмоз, Янал
Яна́л Ашмо́з ( Ачмиз ) ( адыг. Янал Ацумыжъу ) (род. 31 марта 1995, Кфар-Кама, Израиль) — израильский боец смешанных единоборств черкесского происхождения, представитель лёгкой весовой категории. Выступает на профессиональном уровне начиная с 2017 года, действующий боец UFC в лёгком весе.

## Ранняя карьера
Предки Янала Ашмоза из Карачаево-Черкесии, они покинули Россию после Кавказской войны. Сам Янал родился уже в Израиле — Кфар-Каме. 
Начал карьеру в ММА 22 апреля 2017 года в локальном промоушене Desert Combat Challenge против Эрика Сианова.
Одержав три досрочные победы в 2017 году, Яналу пришлось взять перерыв. Он хотел помочь семье, поэтому прекратил тренировки, переключив внимание на другую деятельность. Казалось, что карьера бойца подошла к концу, но он получил электронное письмо от Мурата Кештова – известного тренера, который работал с Хабибом Нурмагомедовым. Мурат для тренировок пригласил Янала в Нью-Джерси.
Ашмоз после этого провел бой на претендентском турнире PFL Challenger Series 5, победил Денниса Хьюза-младшего решением, но контракт с промоушеном не получил. Однако, израильского бойца заметили в UFC. Янал выиграл пять из шести боев досрочно, поэтому матчмейкеры UFC предложили ему контракт.

## Карьера в смешанных единоборствах

### Ultimate Fighting Championship
18 января 2023 года Ашмоз дебютировал в организации на турнире UFC 286 в Лондоне. Он вышел в октагон против местного бойца Сэма Пэттерсона и отправил того в нокаут за 1 минуту и 15 секунд.
22 июля 2023 года на турнире UFC Fight Night: Аспинэлл vs. Тыбура вновь в Лондоне встретился на этот раз с шотландцем Крисом Данканом, идущим на серии из трех побед подряд. Ашмоз потерпел первое поражение в карьере, проиграв единогласным решением судей (30-27, 30-27, 29-28).

## Статистика в смешанных единоборствах
По данным Sherdog:
| Боёв 9   | Побед 8 | Поражений 1 |
| -------- | ------- | ----------- |
| Нокаутом | 4       | 0           |
| Сдачей   | 2       | 0           |
| Решением | 2       | 1           |

| Результат | Рекорд | Соперник        | Способ                     | Турнир                                                 | Дата            | Раунд | Время | Место                          | Примечание                     |
| --------- | ------ | --------------- | -------------------------- | ------------------------------------------------------ | --------------- | ----- | ----- | ------------------------------ | ------------------------------ |
| Победа    | 8-1    | Тревор Пик      | Единогласное решение       | UFC Fight Night: Бёрнс vs. Брэди                       | 7 сентября 2024 | 3     | 5:00  | Лас-Вегас, Невада, США         |                                |
| Поражение | 7-1    | Крис Данкан     | Единогласное решение       | UFC Fight Night: Аспиналл vs. Тыбура                   | 22 июля 2023    | 3     | 5:00  | Лондон, Англия, Великобритания |                                |
| Победа    | 7-0    | Сэм Пэттерсон   | Нокаут (удары)             | UFC 286                                                | 18 марта 2023   | 1     | 1:15  | Лондон, Англия, Великобритания | Дебют в UFC                    |
| Победа    | 6-0    | Деннис Хьюз-мл. | Единогласное решение       | Professional Fighters League - PFL Challenger Series 5 | 18 марта 2022   | 3     | 5:00  | Орландо, Флорида, США          |                                |
| Победа    | 5-0    | Райан Ризко     | Технический нокаут (удары) | CFFC 102 - Cage Fury Fighting Championships 102        | 30 октября 2021 | 3     | 2:57  | Филадельфия, Пенсильвания, США |                                |
| Победа    | 4-0    | Армандо Гжетья  | Нокаут                     | ROC 73 - Ring of Combat 73                             | 17 июля 2021    | 2     | 0:34  | Атлантик-Сити, Нью-Джерси, США | Возвращение в лёгкий вес       |
| Победа    | 3-0    | Луиз Абдалла    | Нокаут                     | Knock-Out MMA - KNO World Tour 2                       | 19 октября 2017 | 2     | -     | Ашдод, Израиль                 | Возвращение в полусредний вес  |
| Победа    | 2-0    | Йона Коана      | Удушающий приём (сзади)    | Knock-Out MMA - KNO World Tour 1                       | 18 мая 2017     | 2     | 0:59  | Ашдод, Израиль                 | Дебют в лёгком весе            |
| Победа    | 1-0    | Эрик Сианов     | Удушающий приём (сзади)    | DCC 9 - Desert Combat Challenge                        | 22 апреля 2017  | 3     | 4:20  | Беэр-Шева, Израиль             | Дебют в ММА в полусреднем весе |